# Vörðufell (Südisland)
Der 391 m hohe Tafelvulkan Vörðufell liegt im Süden Islands in der Gemeinde Grímsnes og Grafningur, südlich gegenüber von Skálholt am südlichen Ufer der Hvítá.

## Geologie
Als Tafelvulkan ist der Berg in der Eiszeit entstanden, die in Island bis vor 10.000 Jahren andauerte. Er besteht im unteren Bereich aus Palagonit, im oberen aus Basaltlaven. Seine Grundfläche hat in etwa die Form eines Dreiecks, der höchste und steilste Teil des Berges liegt nach Norden Richtung Skálholt. Nach der Eiszeit ragte der Berg als Insel aus der großen Meeresbucht auf, die die Ebene Flói damals bildete. Nachdem aber die Gletscherlast abgefallen war, hob sich das Land, so dass er nun wie viele andere, zum Beispiel der Meðalfell bei Flúðir als Inselberg aus der Ebene ragt.

## See
Auf dem Berg befindet sich ein See namens Úlfsvatn (auch Úlfjótsvatn). Von dort strömt ein Bach in die tiefe Schlucht Úlfsgil.

## Volkssage
Eine Volkssage berichtet von einem jungen Mann, der sich nach dem Muster der Vögel Flügel konstruierte, mit denen er versuchte vom Gipfel des Vörðufell nach Skálholt zu fliegen. Doch der Bischof von Skálholt verbot ihm solch unchristliches Gehabe, da es dem Menschen nicht gegeben sei zu fliegen.

## Wandern am Berg
Beim Bauernhof Iða gibt es eine Aufstiegsmöglichkeit auf den Berg.